# Église Saint-Blaise de La Chapelle-Gaugain
Pour les articles homonymes, voir Église Saint-Blaise.
L'église Saint-Blaise de La Chapelle-Gaugain est une église catholique située à Loir en Vallée, en France.

## Localisation
L'église est située dans le département français de le Sarthe à Loir en Vallée, sur la commune déléguée de La Chapelle-Gaugain. Elle est érigée dans le bourg à proximité du château.

## Historique
L'église est d'origine romane, sans doute du XIIe siècle, et a connu une importante campagne de restauration dans le premier tiers du XVIe siècle, financée par Louis de Ronsard, seigneur de la Chapelle-Gaugain et père du poète Pierre de Ronsard.
Ces travaux ont consisté en la création d’une chapelle seigneuriale aux armes de la famille Ronsard, l’élargissement de la nef côté nord, le percement d’une baie à remplages garnie d’un vitrail au sud, et la construction d’un clocher-porche à l’ouest.
L'édifice est inscrit en totalité au titre des monuments historiques le 3 juillet 2020,. 

## Description
Elle présente un plan en croix latine qui résulte de plusieurs  campagnes de construction et travaux, étalées entre le XIIe et le XIXe siècle.
L’ensemble présente des décors sculptés témoignant de l’influence de la Première Renaissance en vallée du Loir. L’intérieur de l’église a été entièrement décoré par le peintre manceau Louis Renouard en 1891.
Une Vierge à l'Enfant du XIVe, un vitrail du XVIe et une plaque funéraire des Xaintrailles du XVIIe sont classés à titre d'objets aux Monuments historiques